# Волны (роман)
Волны (англ. The Waves) — впервые изданный в 1931 году, экспериментальный роман Вирджинии Вулф. Он состоит из солилоквиев, произносимых шестью персонажами книги: Бернардом, Сьюзен, Родой, Невилом, Джинни и Луи. Солилоквии перемежаются девятью короткими интерлюдиями от третьего лица, описывающими береговую сцену на разных дневных стадиях — от рассвета до заката.
В этом романе Вулф сосредоточивается на индивидуальном сознании и путях, через которые несколько человеческих сознаний могут переплестись друг с другом.